# Copestylum volucelloides
Copestylum volucelloides är en tvåvingeart som först beskrevs av Jacques-Marie-Frangile Bigot 1884.  Copestylum volucelloides ingår i släktet Copestylum och familjen blomflugor. Inga underarter finns listade i Catalogue of Life.